# Vienna (single van Ultravox)
Vienna is een single van de Schotse popgroep Ultravox. Het is de derde single van het gelijknamige album uit 1980, het eerste Ultravox-album waarbij Midge Ure de leiding over de groep had. De single werd op 9 januari 1981 uitgebracht. In 1993 werd het nummer in het Verenigd Koninkrijk en Ierland op cd-single uitgebracht.

## Achtergrond
De plaat stond in drie landen op nummer 1, waaronder Nederland en België. In thuisland het Verenigd Koninkrijk behaalde Vienna de nummer 2-positie in de UK Singles Chart.
Billy Currie, een klassiek opgeleid muzikant, liet zich bij het schrijven inspireren door de 19e-eeuwse romantische muziek en met name door de componist Max Reger. De vioolsolo in het stuk refereert aan zijn werk. Midge Ure schreef de tekst als liefdesliedje. De videoclip was geïnspireerd op de film The Third Man uit 1948, die zich afspeelt in Wenen. De opnames voor de clip vonden grotendeels in Londen plaats.
In Nederland werd de plaat op maandag 23 februari 1981 door dj Frits Spits en producer-invaller Tom Blomberg in het radioprogramma De Avondspits verkozen tot de 132e NOS Steunplaat van de week op Hilversum 3. De plaat werd een gigantische hit in de destijds drie landelijke hitlijsten op de nationale publieke popzender en bereikte vervolgens de nummer 1-positie in zowel de Nederlandse Top 40, Nationale Hitparade als de TROS Top 50. In de Europese hitlijst op Hilversum 3, de TROS Europarade, bereikte de plaat de 4e positie.
In België bereikte de plaat eveneens de nummer 1-positie in zowel de voorloper van de Vlaamse Ultratop 50 als de Vlaamse Radio 2 Top 30. In Wallonië werd geen notering behaald.
Sinds de allereerste editie in december 1999 staat de plaat onafgebroken genoteerd in de jaarlijkse NPO Radio 2 Top 2000 van de Nederlandse publieke radiozender NPO Radio 2, met als hoogste notering tot nu toe een 106e positie in 2000.

## Hitlijsten
| Land                | Hoogste positie                                           |
| ------------------- | --------------------------------------------------------- |
| Nederland           | #1 (Nederlandse Top 40, Nationale Hitparade, TROS Top 50) |
| België              | #1 (Vlaamse Ultratop 50, (Vlaamse Radio 2 Top 30)         |
| Ierland             | #1 (Irish Singles Chart)                                  |
| Verenigd Koninkrijk | #2 (UK Singles Chart)                                     |
| Nieuw-Zeeland       | #2 (Rianz Top 40)                                         |
| Zweden              | #7 (Sverigetopplistan)                                    |
| Oostenrijk          | #8 (Ö3 Austria Top 40)                                    |
| Zuid-Afrika         | #8                                                        |
| Australië           | #11                                                       |
| West-Duitsland      | #14 (Musikmarkt Top 100)                                  |

## Hitnoteringen

### Nederlandse Top 40
| "Vienna" in de Nederlandse Top 40 - binnen: 14-03-1981 | "Vienna" in de Nederlandse Top 40 - binnen: 14-03-1981 | "Vienna" in de Nederlandse Top 40 - binnen: 14-03-1981 | "Vienna" in de Nederlandse Top 40 - binnen: 14-03-1981 | "Vienna" in de Nederlandse Top 40 - binnen: 14-03-1981 | "Vienna" in de Nederlandse Top 40 - binnen: 14-03-1981 | "Vienna" in de Nederlandse Top 40 - binnen: 14-03-1981 | "Vienna" in de Nederlandse Top 40 - binnen: 14-03-1981 | "Vienna" in de Nederlandse Top 40 - binnen: 14-03-1981 | "Vienna" in de Nederlandse Top 40 - binnen: 14-03-1981 | "Vienna" in de Nederlandse Top 40 - binnen: 14-03-1981 | "Vienna" in de Nederlandse Top 40 - binnen: 14-03-1981 | "Vienna" in de Nederlandse Top 40 - binnen: 14-03-1981 | "Vienna" in de Nederlandse Top 40 - binnen: 14-03-1981 | "Vienna" in de Nederlandse Top 40 - binnen: 14-03-1981 |
| Week                                                   | 1                                                      | 2                                                      | 3                                                      | 4                                                      | 5                                                      | 6                                                      | 7                                                      | 8                                                      | 9                                                      | 10                                                     | 11                                                     | 12                                                     | 13                                                     |                                                        |
| ------------------------------------------------------ | ------------------------------------------------------ | ------------------------------------------------------ | ------------------------------------------------------ | ------------------------------------------------------ | ------------------------------------------------------ | ------------------------------------------------------ | ------------------------------------------------------ | ------------------------------------------------------ | ------------------------------------------------------ | ------------------------------------------------------ | ------------------------------------------------------ | ------------------------------------------------------ | ------------------------------------------------------ | ------------------------------------------------------ |
| Nummer                                                 | 28                                                     | 12                                                     | 4                                                      | 3                                                      | 3                                                      | 1                                                      | 1                                                      | 1                                                      | 2                                                      | 5                                                      | 11                                                     | 19                                                     | 38                                                     | uit                                                    |

### Nationale Hitparade
| "Vienna" in de Nationale Hitparade - binnen: 21-03-1981 | "Vienna" in de Nationale Hitparade - binnen: 21-03-1981 | "Vienna" in de Nationale Hitparade - binnen: 21-03-1981 | "Vienna" in de Nationale Hitparade - binnen: 21-03-1981 | "Vienna" in de Nationale Hitparade - binnen: 21-03-1981 | "Vienna" in de Nationale Hitparade - binnen: 21-03-1981 | "Vienna" in de Nationale Hitparade - binnen: 21-03-1981 | "Vienna" in de Nationale Hitparade - binnen: 21-03-1981 | "Vienna" in de Nationale Hitparade - binnen: 21-03-1981 | "Vienna" in de Nationale Hitparade - binnen: 21-03-1981 | "Vienna" in de Nationale Hitparade - binnen: 21-03-1981 | "Vienna" in de Nationale Hitparade - binnen: 21-03-1981 | "Vienna" in de Nationale Hitparade - binnen: 21-03-1981 | "Vienna" in de Nationale Hitparade - binnen: 21-03-1981 |
| Week                                                    | 1                                                       | 2                                                       | 3                                                       | 4                                                       | 5                                                       | 6                                                       | 7                                                       | 8                                                       | 9                                                       | 10                                                      | 11                                                      | 12                                                      |                                                         |
| ------------------------------------------------------- | ------------------------------------------------------- | ------------------------------------------------------- | ------------------------------------------------------- | ------------------------------------------------------- | ------------------------------------------------------- | ------------------------------------------------------- | ------------------------------------------------------- | ------------------------------------------------------- | ------------------------------------------------------- | ------------------------------------------------------- | ------------------------------------------------------- | ------------------------------------------------------- | ------------------------------------------------------- |
| Nummer                                                  | 12                                                      | 3                                                       | 1                                                       | 1                                                       | 1                                                       | 1                                                       | 3                                                       | 5                                                       | 10                                                      | 16                                                      | 33                                                      | 50                                                      | uit                                                     |

### TROS Top 50
De plaat stond van 5 maart t/m 4 juni 1981 14 weken in de lijst genoteerd, met als hoogste notering #1 (4 weken).

### TROS Europarade
Hitnotering: 15-03-1981 t/m 24-05-1981. Hoogste notering: #4 (2 weken).

### NPO Radio 2 Top 2000
| Nummer met noteringen in de NPO Radio 2 Top 2000 | '99 | '00 | '01 | '02 | '03 | '04 | '05 | '06 | '07 | '08 | '09 | '10 | '11 | '12 | '13 | '14 | '15 | '16 | '17 | '18 | '19 | '20 | '21 | '22 | '23 | '24 |
| ------------------------------------------------ | --- | --- | --- | --- | --- | --- | --- | --- | --- | --- | --- | --- | --- | --- | --- | --- | --- | --- | --- | --- | --- | --- | --- | --- | --- | --- |
| Vienna                                           | 147 | 106 | 136 | 138 | 152 | 220 | 272 | 290 | 387 | 242 | 220 | 264 | 349 | 378 | 359 | 310 | 366 | 315 | 322 | 397 | 419 | 406 | 407 | 440 | 446 | 425 |

1. ↑  Een vetgedrukt getal geeft de hoogste notering aan.